# Armée de libération nationale (Libye)
Pour les articles homonymes, voir Armée de libération nationale et Armée libyenne.
Ne pas confondre avec Armée nationale libyenne ou Forces armées de la Jamahiriya arabe libyenne.
L'armée de libération nationale libyenne (en arabe : جيش التحرير الوطني الليبي (Jaysh al-Taḥrīr al-Waṭanī al-Lībī)) est une organisation militaire associée au Conseil national de transition (CNT) mise en place lors de la guerre civile libyenne de 2011 par des déserteurs militaires et des volontaires civils et dont le but était de livrer bataille à la fois aux Forces armées libyennes, mais aussi aux paramilitaires restés fidèles au régime de Mouammar Kadhafi.
Son nom a été officiellement attribué lorsque le CNT a pris sa décision no 67 le 31 mai 2011.
À la suite de la victoire du CNT, elle a absorbé les forces armées de la Jamahiriya arabe libyenne.

## Historique

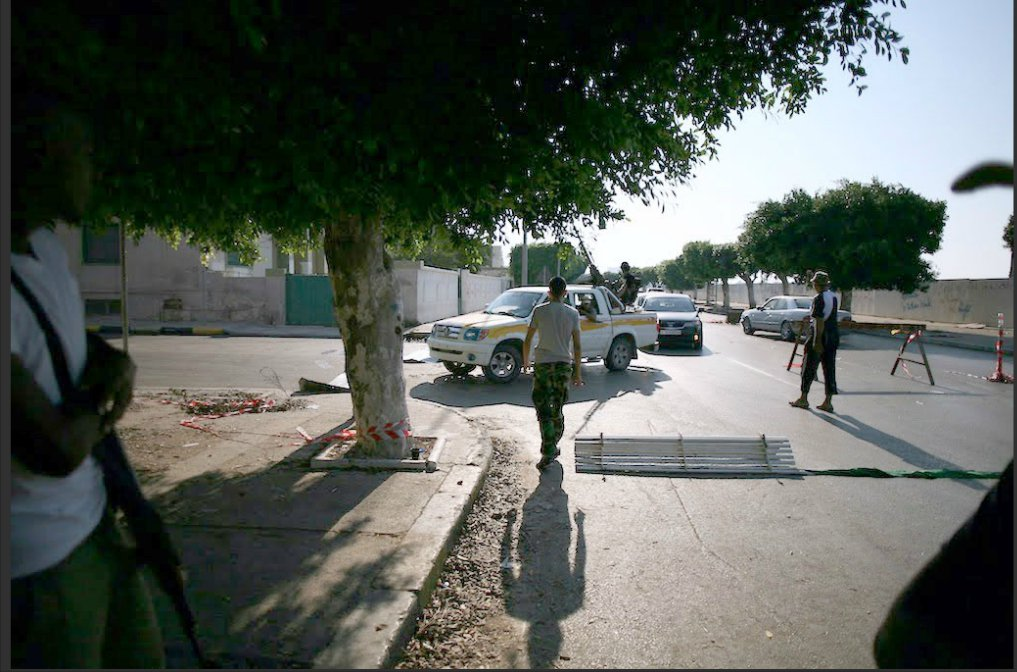
Un poste de contrôle des rebelles à Tripoli.

L'Armée de libération nationale, anciennement Armée libyenne libre, était un groupe armé rebelle libyen affilié au Conseil national de transition. Elle s'était constituée au cours de la guerre civile libyenne par des militaires ayant fait défection et des volontaires civils.
Cette force s'appelait auparavant Armée libyenne libre, mais son nom a été modifié fin mai 2011 pour « aider à mieux définir les efforts militaires de plus en plus professionnels et disciplinés visant à vaincre le régime de Kadhafi », selon un communiqué publié par le Conseil national de transition. L'ALN utilise le drapeau tricolore adopté pour la première fois par la Libye en 1951, devenu emblématique de la République libyenne et de la révolte contre Kadhafi.
Le 20 octobre 2011, l'ALN a finalement réussi à vaincre les derniers reliquats pro-Kadhafi, lors de violents combats à Syrte. Elle a aussi réussi à capturer le colonel Kadhafi, décédé des suites de ses blessures par balle après sa capture, mettant ainsi fin à la guerre civile libyenne.

### Période de transition de 2011 et restructuration

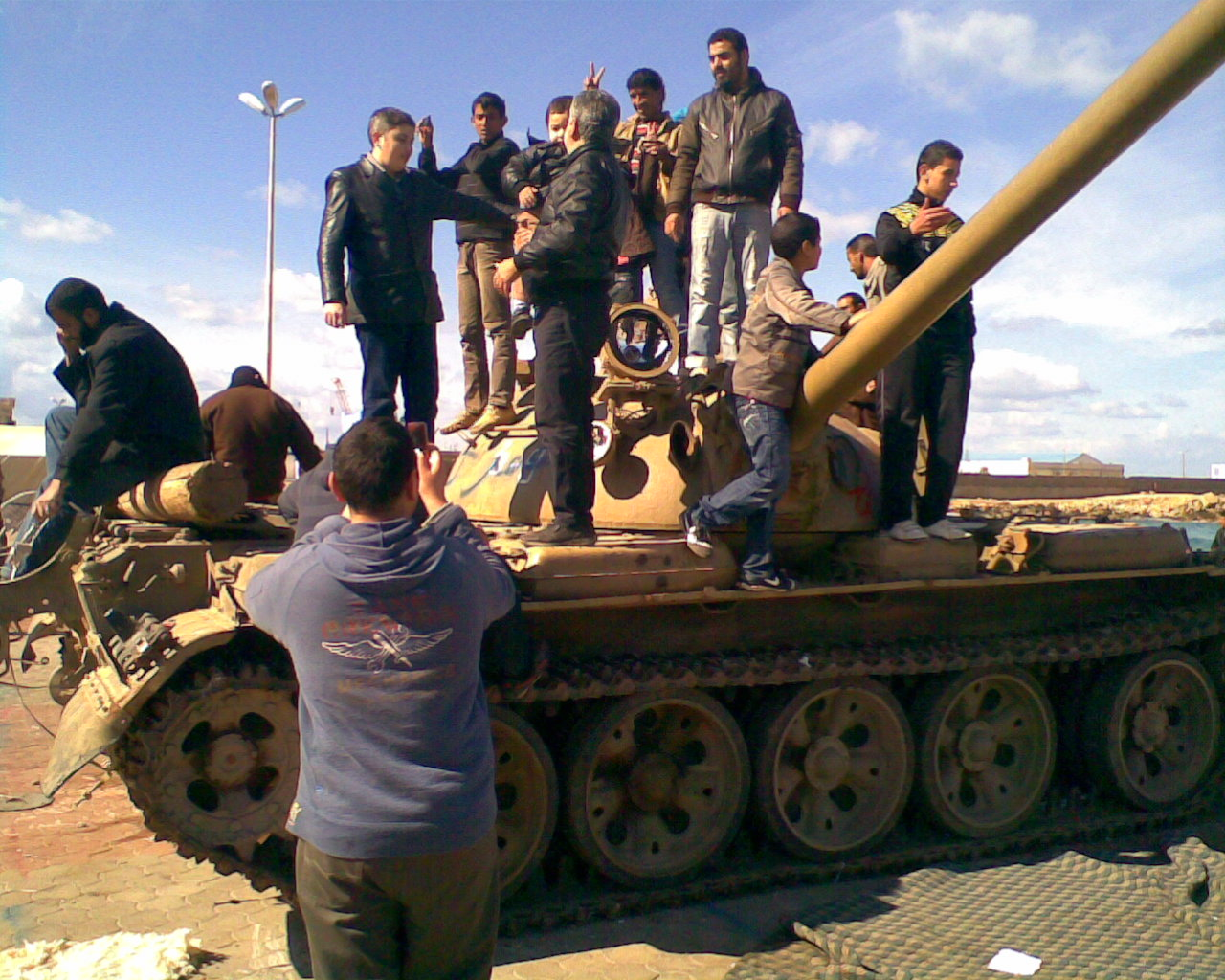
Un char T-62 à Benghazi.

En novembre 2011, le Conseil national de transition procédait à la restructuration de l'armée. Le personnel militaire qui avait fait défection au régime de Kadhafi et d'anciens combattants rebelles de l'Armée de libération nationale formèrent alors la base de la nouvelle Armée nationale libyenne. Le major général Khalifa Belgacem Haftar a été choisi comme commandant général de la nouvelle armée libyenne en raison de son expérience militaire et de sa fidélité à la révolution qui a renversé Kadhafi.
L'armée libyenne ne comptait que « quelques milliers » de soldats formés en novembre 2011 et tentait rapidement de former de nouveaux combattants capables de maintenir la paix dans tout le pays et d'empêcher des milices hors-la-loi d'agir sans ordres du CNT. Elle a été responsable au moins une fois de la négociation d'un cessez-le-feu en novembre entre des milices belligérantes de Zawiya et d’Al Maya.
Le 1er décembre 2011, il aurait été annoncé que l'armée de libération nationale intégrerait jusqu'à 50 000 anciens combattants rebelles dans la nouvelle armée nationale et les forces de police libyennes, avec l'aide d'une formation française, et avec pour objectif à long terme d'intégrer jusqu'à 200 000 combattants de brigades qui avaient combattu contre Kadhafi pendant la guerre civile.
En décembre 2011, la Turquie a accepté de dispenser une formation à l'armée libyenne alors qu'elle tentait de se réorganiser à la suite de la guerre civile.
Également en décembre, un grand nombre d'anciens rebelles ont trouvé des emplois dans la nouvelle armée, tandis que le gouvernement a également annoncé qu'ils seraient libres de rejoindre les forces spéciales et la marine. Selon Osama al-Juwaili, le ministre de la Défense : « L'idée est d'injecter du sang neuf dans l'armée marginalisée par le tyran [Kadhafi] ».
Le 5 janvier 2012, le général Youssef al-Mangouch a déclaré que la nouvelle armée libyenne se heurtait à des obstacles majeurs, tels que la reconstruction des bases détruites pendant le conflit, ainsi que le désarmement des milices n'appartenant pas à la nouvelle armée. Le commandant de l'armée nationale, le général Khalifa Haftar, a déclaré plus tard que la Libye pourrait mettre entre trois et cinq ans à déployer une armée suffisamment puissante pour protéger ses frontières.

## Principales unités
- Brigade du 17 février
- Brigade Al Horia
- Brigade de Tripoli

## Équipements
L’équipement de l’Armée de libération nationale provient essentiellement de dépôts d’armes abandonnés, de transfuges militaires libyens (notamment dans l’est de la Libye, à Benghazi, à Bayda et à Ajdabiya), des forces armées égyptiennes, de la France, du Qatar et des États-Unis,.

### Infanterie
- AK-47
- FN F2000 (livrés par l'OTAN lors de l'intervention militaire de 2011)
- FN FAL (livrés par l'OTAN lors de l'intervention militaire de 2011)
- M249 (livrés par l'OTAN lors de l'intervention militaire de 2011)
- Mitrailleuse Kalachnikov
- Milan (livrés par le Qatar et la France lors de l'intervention militaire de 2011[14])

### Composante aérienne
- – MiG-23, MiG-21 (avions)
- – Mi-25, Mi-14 Haze (hélicoptères)

### Composante navale
- – 1 Frégate polyvalente de classe Koni[15].